# Iglesia de San Eligio dei Sellai
Sant'Eligio dei Sellai, o dei Sellari, fue una iglesia de Roma, situada en el barrio del Trastévere, derribada en 1902. Daba a la antigua Piazza delle Gensole, cerca del extremo Trastevere del Ponte Cestio, al norte de Via della Lungaretta. La plaza ya no existe y el lugar hoy está parcialmente por debajo del nivel de la calle en Via della Gensola. El topónimo proviene del nombre dialectal de azufaifa.
Estaba dedicada a San Eligio de Noyon.

## Historia
La iglesia fue construida en 1740 para la hermandad de fabricantes de sillas de montar, los sellari. El origen de la cofradía se remonta al año 1404, cuando se fundó en la parroquia de San Salvatore alle Coppelle una cofradía de orfebres, herreros y guarnicioneros. Unos años más tarde la hermandad se separó; los orfebres se trasladaron a Sant'Eligio degli Orefici y los herreros a Sant'Eligio dei Ferrari . Los talabarteros inicialmente permanecieron en San Salvatore alle Coppelle, utilizando un pequeño oratorio cercano.
A mediados del siglo XVIII la Universidad de Sellari construyó la nueva iglesia. El arquitecto responsable de la nueva iglesia fue Carlo de Dominicis, que ya había trabajado en las fachadas de Santi Bartolomeo y Alessandro dei Bergamaschi, San Salvatore alle Coppelle y Santi Celso y Giuliano. Según algunos críticos ésta fue su obra más importante en Roma.
La hermandad fue suprimida en 1801 y la iglesia fue entregada, a petición del sacerdote Gioacchino Michelini, a la "Congregación de ejercicios espirituales de Ponte Rotto", que utilizó el local durante un siglo. La congregación restauró el edificio y añadió dos altares laterales. En este período la iglesia se convirtió en un punto de referencia para las familias necesitadas que contaban con el apoyo de la Congregación.
El edificio sobrevivió a la construcción del Lungotevere degli Anguillara. Ya a finales del siglo XIX el edificio se encontraba en mal estado, y en 1902, tras el derrumbe de parte de la estructura, fue derribado.

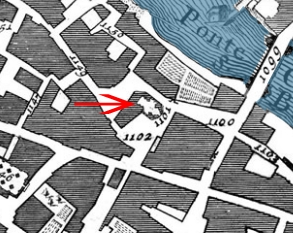
Indicación de la iglesia en ella.Mapa de Nolli(1748), nº 1101.
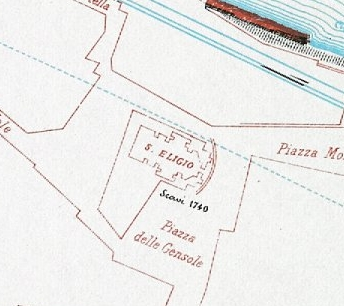
Plano de la iglesia y Piazza delle Gensole (ambas desaparecidas) deRodolfo Lanciani.